# Col Infranchissable
Le col Infranchissable se situe à la frontière entre l'Italie (Vallée d'Aoste) et la France (Auvergne-Rhône-Alpes), à l'est des dômes de Miage, à une altitude de 3 323 ou 3 344 mètres.

## Géographie
Ce col qui se trouve entre les dômes de Miage (plus précisément le dôme 3672) et la tête Carrée (3 732 m) fait partie de la ligne de crête (avec les aiguilles de Tré-la-Tête) qui domine et donne naissance au glacier de Tré-la-Tête.
Le nom de ce col vient du fait qu'il est estimé difficilement franchissable : en effet, en remontant le glacier de Tré-la-Tête (versant sud-ouest), la pente du versant nord-est (en à-pic) est estimée trop forte pour être empruntée sans matériel d'alpinisme.